# 木更津市立鎌足中学校
木更津市立鎌足中学校(きさらづしりつかまたりちゅうがっこう)は千葉県木更津市にある市立中学校。

## 概要
通称 鎌中(かまちゅう)とも呼ばれている。
1948年10月に鎌足小学校から独立した。

## 沿革
- 1947年
  - 5月- 新学制により中学校を鎌足小学校内に併設
- 1948年
  - 10月- 新校舎落成、小学校内より移転、独立校舎となる。
- 1954年
  - 11月- 木更津市に合併、木更津市立鎌足中学校と改称
- 1968年
  - 3月- 校歌制定
- 1969年
  - 3月- 体育館完成
- 1984年
  - 1月- 全日本交通安全優良校として表彰
  - 5月- 	新校舎建設着工
- 1985年
  - 3月- 新校舎へ移転(同敷地内)
- 1986年
  - 3月- 新校舎、体育館竣工、桜苗木植樹
- 1988年
  - 6月- プール竣工
- 1989年
  - 2月- 鎌足中『学生賛歌』制定
- 1991年
  - 9月- 教育用コンピュータ設置
- 1995年
  - 5月- 校舎移転10周年記念事業グラウンド全面改修  翌年完成式典挙行
- 2001年
  - 10月- 教育用コンピュータ更新
  - 11月- グランド散水器用配管工事完了
- 2002年
  - 9月- 校舎移転記念碑建立
- 2003年
  - 11月- 図書館空調設備・書架・図書蔵書（寺田文庫) グランドピアノ 整備
- 2010年
  - 3月- 全国学校自慢エコ大賞受賞
- 2013年
  - 2月- エコスクールちばコンテスト優良賞受賞
- 2014年
  - 2月- 学びの「総合力・体験力」コンテスト　優秀賞

## 生徒会活動
- 生活委員会
- 美化委員会
- 文化委員会
- 健康体育委員会

## 部活動
- 野球
- ソフトテニス
- 卓球
- 文化部- ただし運動部への入部が困難な生徒のみ入部可

## 進学前小学校
- 木更津市立鎌足小学校

## 学区 / 校区内の主な施設
- 高倉観音
- かずさアカデミアパーク
- 矢那川ダム

## 交通
- 日東交通・高倉線公民館前バス停より徒歩8分